# Бастунов, Эдмон Давыдович
Эдмон Давыдович Бастунов (встречаются также написания Эдмунд и Бостунов, настоящее имя Владимир; 8 октября 1853, Киев — 14 (27) сентября 1913) — российский певец (баритон) и актёр.

## Биография
Сын купца третьей гильдии Давида Васильевича Бостунова, владевшего в Киеве роскошной кондитерской «Яссы» на углу Крещатика и улицы Прорезной. После ранней смерти отца учился в гимназии в Киеве и в коммерческом училище в Санкт-Петербурге, затем продолжил коммерческое образование в Берлине, одновременно изучая актёрское мастерство под руководством Германа Гендрихса и Фридриха Гаазе. Затем в результате конфликта с матерью уехал в США, где, согласно собственным воспоминаниям, работал в Нью-Йорке, Хобокене, Питсбурге, Чикаго официантом, дворником, домашним учителем, бродячим торговцем, маляром, рисовальщиком и так далее, а также на строительстве железной дороги близ Нового Орлеана. Спустя два года вернулся в Киев, где брал уроки пения у Ивана Кравцова. Затем перебрался в Петербург, где пел романсы в кафешантане, откуда отправился в Харьков, где выступал в концертах, и наконец дебютировал в 1875 году на оперной сцене в Одессе, в антрепризе А. Г. Меньшиковой и А. С. Раппорта, затем в 1876—1878 гг. пел в Киеве в оперной антрепризе Иосифа Сетова, где важнейшей его партией была заглавная в опере Вольфганга Амадея Моцарта «Дон Жуан». В промежутке между сезонами совершенствовал своё мастерство вокалиста под руководством известных европейских педагогов, из которых с признательностью вспоминал только Джорджо Ронкони. После нескольких лет перерыва в карьере, вызванного семейными обстоятельствами, вернулся на сцену в 1883 году в петербургской антрепризе Сетова, исполнив партию маркиза в опере Робера Планкета «Корневильские колокола», затем перешёл в антрепризу Михаила Лентовского в петербургском Малом театре. В 1890-е гг. сочетал оперную карьеру с драматической, затем полностью сосредоточился на драматическом театре.
Дочь — балерина Наталья Труханова. Племянник, сын сестры Ольги Давыдовны (1855—1915), в замужестве Шварц, — деятель Третьего Рейха Григорий Бостунич-Шварц.